# Acropora granulosa
Acropora granulosa är en korallart som först beskrevs av Milne Edwards och Jules Haime 1860.  Acropora granulosa ingår i släktet Acropora och familjen Acroporidae. IUCN kategoriserar arten globalt som nära hotad. Inga underarter finns listade i Catalogue of Life.